# Abandon de poste (film)
Pour les articles homonymes, voir Abandon de poste.
 (juin 2012).
Si vous disposez d'ouvrages ou d'articles de référence ou si vous connaissez des sites web de qualité traitant du thème abordé ici, merci de compléter l'article en donnant les références utiles à sa vérifiabilité et en les liant à la section « Notes et références ».
Pour plus de détails, voir Fiche technique et Distribution.
Abandon de poste est un court métrage réalisé en 2010 par Mohamed Bouhari.

## Synopsis
Abandon de poste raconte un duel silencieux entre un agent de sécurité noir et une statue noire africaine grandeur nature.
Alain, grand noir et imposant de corpulence, exerce la fonction d'agent de sécurité en filtrant l'accès d'une joaillerie dans une ville. 
Devant lui, pour toute vision, une galerie d'art est situé en face séparée par la rue. 
Lors de l'animation d'un vernissage, il est décontenancé par la présence d’une statue africaine de taille humaine déposée au devant de la galerie et face à lui. 
Commence alors des interactions entre le galeriste et lui pour se débarrasser de la statue source de son mal-être,.

## Fiche technique
- Réalisation : Mohamed Bouhari[1] ;
- Production : INSAS - Atelier de réalisation[1] ;
- Scénario : Mohamed Bouhari[1] ;
- Image : Anne Waerenbergh et Philipe Orlinski[1] ;
- Montage : Clothilde Tonneau[1] ;
- Son : Grégory Cotton[1] ;
- Interprètes : Michael Luboya et André Simon[1].

## Récompenses
- Prix du jury de la diaspora africaine au festival Lumières d'Afrique de Besançon 2010[5],[6] ;
- Milan 2011[1].